# Pułk Grenadierów Pancernych Kurmark
Pułk Grenadierów Pancernych Kurmark (niem. Panzergrenadier-Regiment Kurmark) - jeden z niemieckich pułków pancernych okresu III Rzeszy. Sformowany 31 stycznia 1945 w Chociebużu w III Okręgu Wojskowym. Posiadał 2 bataliony. Wchodził w skład Dywizji Grenadierów Pancernych Kurmark.

## Struktura organizacyjna
- sztab pułku
- sztab I batalionu
- 1 kompania
- 2 kompania
- 3 kompania
- 4 kompania
- 5 kompania
- 6 kompania
- sztab II batalionu
- 7 kompania
- 8 kompania
- 9 kompania
- 10 kompania
- 11 kompania